# Wiktor Sydorenko

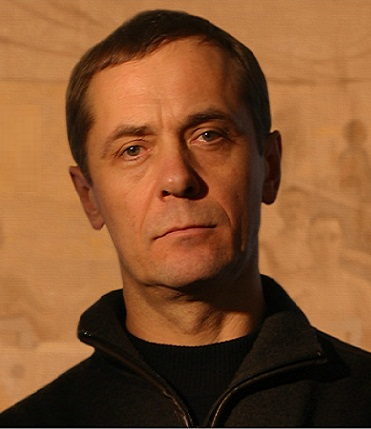
Wiktor Sydorenko

Wiktor Dmytrowytsch Sydorenko (ukrainisch Віктор Дмитрович Сидоренко; * 31. Dezember 1953 in Taldyqorghan, Kasachische SSR) lebt und arbeitet als Künstler in der Ukraine. Er ist dort Mitglied der Vereinigung ukrainischer Künstler und Dozent an der Akademie der Künste der Ukraine.

## Leben
Von 1974 bis 1979 absolvierte er das Studium der angewandten Kunst an der Staatlichen Akademie für Design und Kunst in Charkiw. Von 1979 bis 1985 war er als Assistant-Professor am Charkiw-Institut für angewandte Kunst tätig. Danach, von 1985 bis 1988, machte er eine Dissertation im Bereich künstlerische Studien der Kunstakademie der UdSSR. Im Jahr 2003 nahm er an der 50. Biennale in Venedig teil.

## Werk
1953 in Kasachstan geboren, absolviert er eine traditionelle Ausbildung in der Malerei am Charkiw-Institut für angewandte Kunst (Professor B.W. Kossarew) und später an der Akademie der Künste der USSR und erfährt eine weitgreifende Entwicklung der unterschiedlichen Übergangsperioden der ukrainischen Kunst.
Seine Arbeiten können als Vermittler zwischen Moderne und zeitgenössischer Kunst betrachtet werden, die sich auf dem spannungsreichen Grat zwischen beiden Perioden bewegen und einen Übergang finden, die Gegenwart in ihrer immensen Spannung zugänglich macht. Während seiner künstlerischen Arbeiten ist er als Professor am Institut für angewandte Kunst in Charkiw tätig und gründet 2001 das Modern Research Institute of the Academy of Arts of Ukraine und ist außerdem seit 2002 Professor der Charkiw-Akademie für Kunst und Design.
Beständig sind die persönlichen Arbeiten verknüpft mit offiziellen Projekten, eine Arbeitsweise, die auch den philosophischen Standpunkt seiner Werke widerspiegelt. Sidorenkos Arbeiten sind größtenteils der Koexistenz von Gesellschaft und Individuum gewidmet, beschäftigen sich aber auch mit den generellen Strukturen und Mechanismen, die den Menschen in seinem Leben beeinflussen und bestimmen, bewusst und unbewusst, ohne dass er sich diesen entziehen könnte. Wichtigster Bestandteil seiner Arbeit „Millstones of time“, welches 2003 auf der Biennale in Venedig außerordentliche Anerkennung gefunden hat, ist der Prozess der Arbeit an sich. Mit diesem Werk hat er eine vielschichtige Arbeit geschaffen, welche sämtliche visuellen Medien miteinander verbindend, den Prozess der Zeit im menschlichen Leben deutlich zu machen ermöglicht.

## Kuratorische Projekt
- 2003: Millstone of Time, Ukrainisches Projekt auf der 50. Biennale in Venedig
- 2002: Art of Ukraine, Central House of Artists, Moskau, Russland
- 2005, 2002, 2000: New Directions, Kiew, Ukraine
- 2002, 1999: Triennale of Sculpture, Kiew, Ukraine
- 2004, 2001, 1998: Triennale of Painting, Kiew, Ukraine

## Sammlungen
- Nationales Kunstmuseum der Ukraine
- Kharkiv Museum of Fine Arts, Ukraine
- Krasnograd Museum of Regional Studies, Ukraine
- Stakhanov Museum of History and Fine Arts, Ukraine
- Museum of Contemporary Art KIASMA, Helsinki, Finnland
- Ministry of Culture and Arts of Ukraine
- Ismayil Art Gallery, Ukraine
- Yale University, School of Art, USA
- Collection of Jean Jaques Ludovikovich Viella, Versailles, Frankreich
- Collection of Wolfgang Beckers and Berbel Kroll, Laugenfeld
- Collection of Peter Schunk, Berlin
- Collection of Y.A. Yevtushenko, Moskau, Russland
- President’s Palace, Alma-Ata, Kasachstan

## Wissenschaftliche Aufsätze
- Вдосконалювати художній процес (To improve an art process) //Образотворче мистецтво (Visual art). 1987. № 5;
- На переломі (On crisis) // Образотворче мистецтво (Visual art). 1988. № 2;
- Проникнення в таємницю вічності (The penetration into the secret of eternity) // Образотворче мистецтво (Visual art). 1994. № 2;
- Венеціанські Бієнале і проблеми сучасного мистецтва в Україні. (The Venetian Biennials and modern art problems in Ukraine) В зб.: Сучасне мистецтво (Modern Art). Вип. 1. К., 2004;
- Непосредственность восприятия (The spontaneity of perception) // Понедельник (The Monday). 2004. №14;
- Мистецьке одкровення Харкова. (The creative revelation of Kharkov) В зб.: Сучасне мистецтво ((Modern Art)). Вип. 3. К., 2006;
- Візуальне мистецтво від авангардних зрушень до новітніх спрямувань. (The visual art from vanguard shifts to the newest directions) К., 2008. (The monographic research);
- FIAC 08: погляд зблизька (FIAC 08: Sight at a short distance) //Курсив (The italics). - 2009. - №2.

## Ausstellungen
- 2007: Travers Video, X. International Video Festival, Toulouse, Frankreich
- 2006: Amnesia, Bereznitsky Gallery, Berlin
- 2006: Eastern Neighbours, International Art Festival, Kulturzentrum Babel, Utrecht, Niederlande
- 2005: Now, V. International Art Festival, Magdeburg, Deutschland,
- 2004: Faster than History, Museum of Contemporary Art KIASMA, Helsinki, Finnland
- 2003: Blood Lines and Connections, Museum of Contemporary Art, Denver, USA
- 2002: Art of Ukraine, Beijing, China